# Kajsa Krook
Karin "Kajsa" Maria Krook, född 19 maj 1910 i Helsingfors, död 11 november 1987 i Märsta (Husby-Ärlinghundra församling), var en finländsk journalist.
Krook, som var dotter till stationsinspektor Bengt Sigurd Krook och Hella Lundgren, blev student 1928 och filosofie magister 1933. Hon var lärare i finska vid Brändö svenska samskola 1935–1948, reporter vid Hufvudstadsbladet 1940–1942 och verksam som teater- och litteraturkritiker från 1946. Hon var även verksam som översättare.